# 발레리 부레
발레리 블라디미로비치 부레(러시아어: Вале́рий Влади́мирович Буре́, 1974년 6월 13일~)는 러시아의 은퇴한 아이스하키 선수이다.